# Butterfly House
| Оценки критиков  | Оценки критиков                                                          |
| Источник         | Оценка                                                                   |
| ---------------- | ------------------------------------------------------------------------ |
| Allmusic         | [ 1 ]                                                                    |
| BBC              | благосклонный                                                            |
| The Daily Mirror | [ 3 ]                                                                    |
| Drowned In Sound | [ 4 ]                                                                    |
| The Guardian     | [ 5 ]                                                                    |
| NME              | [ 6 ]                                                                    |
| The Fly          | 4 из 5 звёзд · 4 из 5 звёзд · 4 из 5 звёзд · 4 из 5 звёзд · 4 из 5 звёзд |
| Pitchfork Media  | (5.8/10)                                                                 |
| The Skinny       | [ 8 ]                                                                    |
| Slant Magazine   | [ 9 ]                                                                    |
| Uncut            | [ 10 ]                                                                   |

Butterfly House — шестой студийный альбом британской инди-рок-группы The Coral. Альбом был спродюсирован Джоном Леки, который известен по сотрудничеству с такими группами, как The Stone Roses и Radiohead. Диск был выпущен 12 июля 2010 года и получил благосклонные отзывы от музыкальных критиков. Также это первый альбом группы, записанный без участия Билла Райдера-Джонса, который оставил коллектив в 2008 году. Пластинка заняла 16 место в UK Albums Chart. Отдельно выпущенный с альбома сингл «1000 Years» достиг 188 места в чарте UK Singles Chart.

## Список композиций
| №                   | Название                 | Автор(ы)                        | Длительность |
| ------------------- | ------------------------ | ------------------------------- | ------------ |
| 1.                  | «More than a Lover»      | James Skelly, Ian Skelly        | 3:07         |
| 2.                  | «Roving Jewel»           | J. Skelly, I. Skelly            | 3:17         |
| 3.                  | «Walking in the Winter»  | J. Skelly, Lee Southall         | 3:08         |
| 4.                  | «Sandhills»              | J. Skelly                       | 3:41         |
| 5.                  | «Butterfly House»        | J. Skelly, Nick Power           | 3:21         |
| 6.                  | «Green Is the Colour»    | J. Skelly, Power                | 3:22         |
| 7.                  | «Falling All Around You» | J. Skelly, Power                | 3:25         |
| 8.                  | «Two Faces»              | J. Skelly                       | 2:38         |
| 9.                  | «She's Comin' Around»    | J. Skelly                       | 3:26         |
| 10.                 | «1000 Years»             | J. Skelly, I. Skelly, Southall  | 2:51         |
| 11.                 | «Coney Island»           | J. Skelly                       | 3:23         |
| 12.                 | «North Parade»           | J. Skelly, Southall, Paul Duffy | 6:02         |
| Общая длительность: | Общая длительность:      | Общая длительность:             | 42:29        |

| №  | Название                 | Длительность |
| -- | ------------------------ | ------------ |
| 1. | «Into the Sun»           | 3:31         |
| 2. | «Coming Through the Rye» | 3:24         |
| 3. | «Dream in August»        | 4:10         |
| 4. | «Another Way»            | 3:40         |
| 5. | «Circles»                | 5:10         |

| №   | Название                        | Длительность |
| --- | ------------------------------- | ------------ |
| 12. | «Into the Sun»                  | 3:31         |
| 13. | «Coming Through the Rye»        | 3:24         |
| 14. | «Dream in August»               | 4:10         |
| 15. | «Another Way»                   | 3:40         |
| 16. | «Circles»                       | 5:10         |
| 17. | «1000 Years» (acoustic version) | 2:53         |

## Butterfly House Acoustic
13 декабря 2010 года была выпущена акустическая версия альбома, но она не смогла попасть в чарты.
| №   | Название                 | Автор(ы)                        | Длительность |
| --- | ------------------------ | ------------------------------- | ------------ |
| 1.  | «More than a Lover»      | James Skelly, Ian Skelly        | 3:18         |
| 2.  | «Roving Jewel»           | J. Skelly, I. Skelly            | 3:25         |
| 3.  | «Walking in the Winter»  | J. Skelly, Lee Southall         | 3:22         |
| 4.  | «Sandhills»              | J. Skelly                       | 3:41         |
| 5.  | «Butterfly House»        | J. Skelly, Nick Power           | 3:19         |
| 6.  | «Green Is the Colour»    | J. Skelly, Power                | 3:10         |
| 7.  | «Falling All Around You» | J. Skelly, Power                | 2:52         |
| 8.  | «Two Faces»              | J. Skelly                       | 2:41         |
| 9.  | «She's Comin' Around»    | J. Skelly                       | 3:26         |
| 10. | «1000 Years»             | J. Skelly, I. Skelly, Southall  | 2:52         |
| 11. | «Coney Island»           | J. Skelly                       | 3:43         |
| 12. | «North Parade»           | J. Skelly, Southall, Paul Duffy | 3:01         |
| 13. | «Dreamland»              |                                 | 1:26         |

## Участники записи
The Coral
- Джеймс Скелли — вокал, гитара
- Ли Саутхолл — гитара, бэк-вокал
- Пол Даффи — бас-гитара, бэк-вокал
- Ник Пауэр — клавишные, бэк-вокал
- Иэн Скелли — ударные, бэк-вокал, фотографии

Производственный персонал
- Джон Леки — продюсер, микширование
- Гай Массей — звукоинженер, микширование
- Дэн Остин — звукоинженер
- Ричард Вудкрофт — звукоинженер
- Даррен Джонс — ассистент звукоинженера
- Хелен Аткинсон — ассистент звукоинженера
- Олли Бучанан — ассистент звукоинженера
- Робби Нельсон — ассистент звукоинженера
- Тим Льюис — ассистент звукоинженера
- Том Фаллер — ассистент звукоинженера
- Шон О'Хаган[англ.] — аранжировки
- Иэн Броуди[англ.] — аранжировки
- Робин Шмидт — мастеринг

Дополнительные музыканты
- Скотт Мармион — педал-стил-гитара
- Shaz — хлопки

Прочий персонал
- Майкл Сноудон — дизайн
- Алфи Скелли — фотографии

## Позиции в чартах
| Чарт (2010)                      | Позиция |
| -------------------------------- | ------- |
| Франция (SNEP)                   | 88      |
| Греция (IFPI Greece)             | 47      |
| Ирландия (Irish Albums Chart)    | 74      |
| Япония (Oricon)                  | 172     |
| Великобритания (UK Albums Chart) | 16      |

## История релиза
| Страна         | Дата            | Лейбл      | Формат                                         | Каталожный номер            |
| -------------- | --------------- | ---------- | ---------------------------------------------- | --------------------------- |
| Великобритания | 12 июля 2010    | Deltasonic | CD, 2xCD, LP, цифровая дистрибуция, box set    | DLTCD086, DLTLP086, DLTBX08 |
| Великобритания | 13 декабря 2010 | Deltasonic | CD, цифровая дистрибуция (акустическая версия) | DLTCD091                    |